# جيرت جروت
جيرت جروت (بالإنجليزية: Geert Groote)‏‏ (أكتوبر 1340 في ديفينتر - 20 أغسطس 1384 في ديفينتر) متصوف، وعالم عقيدة من البلدان المنخفضة.